# フランシス・タバーン
フランシス・タバーン（英語: Fraunces Tavern）は、ニューヨーク市マンハッタン区フィナンシャル・ディストリクトに建つ、歴史的な建物である。

## 概要
フランシス・タバーンは、アメリカ独立戦争前、戦争中および戦後に大きな役割を果たした建物を再建したもので、ジョージ・ワシントンの本営や、イギリス軍との和平交渉会議場、そして初期の連邦政府のオフィスなどが置かれていた。現在は、タバーン (en)、レストランおよび博物館が収容されている。建物の所在地は、パール・ストリート54号（パール・ストリートとブロード・ストリートの角）である。1904年以来、ニューヨークの「アメリカ独立戦争の息子達 (en)」が所有している。この団体は、この建物はマンハッタンの現存する建築物では最も古いと主張している。この建物は観光地となっており、アメリカン・ウィスキー・トレイル (en) およびニューヨーク・フリーダム・トレイルの一部である。

## 初期の歴史

### 独立戦争以前
1671年、ニューヨーク市長・ステファヌス・ヴァン・コートラントは、この土地に家を建てたが、後にハドソン川の彼の領地に退いた。1700年、フランスのユグノーであるヴァン・コートラントの娘であるアンと結婚した彼の義理の息子エティエンヌ・ステファン・ディランシーにこの不動産を譲渡した。ディランシー家は、ニューヨーク植民地の指導権を巡ってリビングストン家と対立していた。
1719年、ディランシーは現在の建物を家屋として建造した。建築で使用された小さな黄色いレンガはオランダ共和国から輸入された。この大邸宅は質がよいとニューヨーク州で高評価を受けた。彼の相続人は1762年にサミュエル・フランシスに建物を売却し、建物はクイーンズ・ヘッドという名の酒場に改築された。
独立戦争前、この建物は、秘密結社自由の息子達の集会場所の1つであった。イギリス議会が茶法を可決したことで引き起こされた1765年の茶危機中、パトリオットは、ニューヨークへ茶を運び込もうとしたイギリス海軍の船長に、この建物で公に謝罪するように強要した。そして、後に起こったボストン茶会事件と同様に、アメリカ・インディアンに変装したパトリオットは、ニューヨーク湾へ船の茶の積み荷を投げ捨てた。
1768年には、ニューヨーク商工会議所 (en) がこの建物で行われた会議によって設立された。

### アメリカ独立戦争
1775年8月、アメリカ人はマンハッタン島の南端にある砲台の大砲を手に入れ、イギリスの戦列艦エイジャに向けて発砲した。これに対し、エイジャは32門の砲でこれに応戦し、砲弾はこの建物の上を通過した。
アメリカ軍の勝利がほとんど確定した時、この建物は、「アメリカの財産」（イギリス人によって兵隊とするために解放された元奴隷の意味）がイギリス軍部隊の撤退とともに去ることを認めないことをアメリカの指導者に保証する交渉がなされた「イギリス＝アメリカ審問委員会 (British-American Board of Inquiry)」の会場となった。委員会のメンバーは、1783年4月から11月まで毎週水曜日、解放された奴隷からの証拠や証言を再調査した。そして、イギリスの代表は、ニューヨークのロイヤリストの黒人の自由の維持と、望む者はイギリス軍とともに撤退する権利の保証に成功した。

#### ワシントンの軍人への別れ
英国軍が軍隊をニューヨークから撤退させた後、1783年12月4日にこのタバーンのロング・ルームで米国の士官のために「カメ肉の祝宴」を主催した。ジョージ・ワシントンは、大陸軍の士官に別れを告げ、「心が愛と感謝でいっぱいのまま、私は今、あなたたちのもとを去ります。私は、あなたの今後が、今までの壮麗で尊敬すべき人生と同じくらい成功し、幸福になることを望んでいる」と発言した。そして、彼は各士官の手を取り個別の挨拶を述べる許可を尋ねた。

### 独立戦争後
1785年1月、ニューヨーク市は連合規約の下に国の中央政府として連合会議の開催地となった。この間、国務省、財務省、陸軍省のオフィスがフランシス・タバーンに置かれた。1789年3月、アメリカ合衆国憲法が批准され、連合会議の省庁は連邦政府の省庁となり、ニューヨーク市は連邦政府の首都となった。4月にはワシントンの初代合衆国大統領就任式がフェデラル・ホールで行われた。首都立地法により、合衆国の首都が1790年12月6日にニューヨークからフィラデルフィアに移転した際、この建物内の職場も明け渡された。

## 損害、再建と歴史建造物

### 火事
建物は19世紀の多くで使用されていたが、1832年を最初に何度か大火災に遭っている。そのため、建物は数回再建され、外観はもともとの設計が分からない程までに変更された。建物は1800年代初頭、マルヴィナ・ケテルタスによって所有された。エルンスト・ビュアメイヤーとその家族は、1845年に財産の一部を賃貸し、1860年までこの場所でブロード・ストリート・ハウスと呼ばれたホテルが営まれた。1852年の大火災の後、タバーンに2階が建て増しされ、合わせて5階建てとなった。1890年には酒場が大衆向けのレベルまで低下し、一階の外観が改装されて、そのもともとの材木は記念品として売られた。
建物は、駐車場として利用しようと考える所有者により、1900年に解体の危機にあった。多くの組織（特にアメリカ独立戦争の娘達）が建物の保存のために働きかけ、収用権を利用して、公園として建物を指定するようニューヨーク政府に説得した。1904年、アメリカ独立戦争中にジョージ・ワシントンの情報長官だったベンジャミン・トールマッジの孫、フレデリック・サミュエル・トールマッジ（トールマッジの飾り板が建物にある）の遺言により残されたものを主とした資金で、ニューヨークのアメリカ独立戦争の息子達が建物を獲得したとき、指示は無効となった。広範囲な改築は、1907年に保存建築士ウィリアム・マースロウの指揮下で終了した。
建物は、団体が2002年にミズーリ州インディペンデンスに移転するまで、アメリカ独立戦争の息子達によって利用されていた。その博物館では、組織の歴史についてのマッケンティー「アメリカ独立戦争の息子達」を含む、独立戦争に関した芸術作品のギャラリーを維持している。
歴史家ランドール・ガブリエランは、2000年に「マースロウはフランシス・タバーンの改築がもともとの設計と同じようだと主張しているが、これは彼の時代には論争の的となっていた。上階の撤去についての議論は行われなかった。これは建物が商業用途で使われていた19世紀に付け加えられたと知られているが、寄棟屋根が疑問となっていた。彼はニューヨーク州ヨンカーズのフィリップス・マナー・ホールを使用し、隣接した建物のレンガを辿って、もともとの建築に従うように設計したと主張した」と書いている。
建築家ノーベル・ホワイトとエリオット・ウィレンスキーは、2000年に建物は「非常に推測のみの改築で、再建ではない。その時代の典型的な建築で、残る壁の一部や当て推量が多い」と書いている。

### 爆弾事件
1975年1月24日、建物で爆弾が爆発し、4人が死亡、50人が負傷した。プエルトリコの国家主義者グループFALNは、義務を主張し、ニューヨークの他の爆弾を爆発させていたが、この爆発では誰も起訴されなかった。

### 歴史建造物
建物は、1965年にニューヨーク市歴史建造物保存委員会によって歴史建造物に指定された。また、1978年11月14日には、パール・ストリート、ウォーター・ストリート、ブロード・ストリート、コエンティーズ・スリップに囲まれたブロックも加わった。建物のブロックは、1977年4月28日に国立公園局によって、国家歴史登録財に指定され、2008年3月6日には建物も含まれた。

## ギャラリー

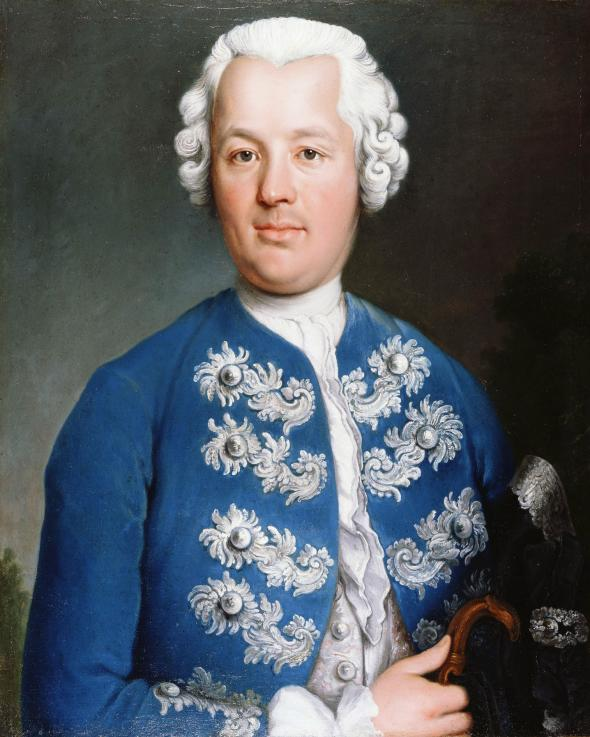
サミュエル・フランシス像、作者不明、1770-1785年頃、ニューヨーク市フランシス・タバーン博物館
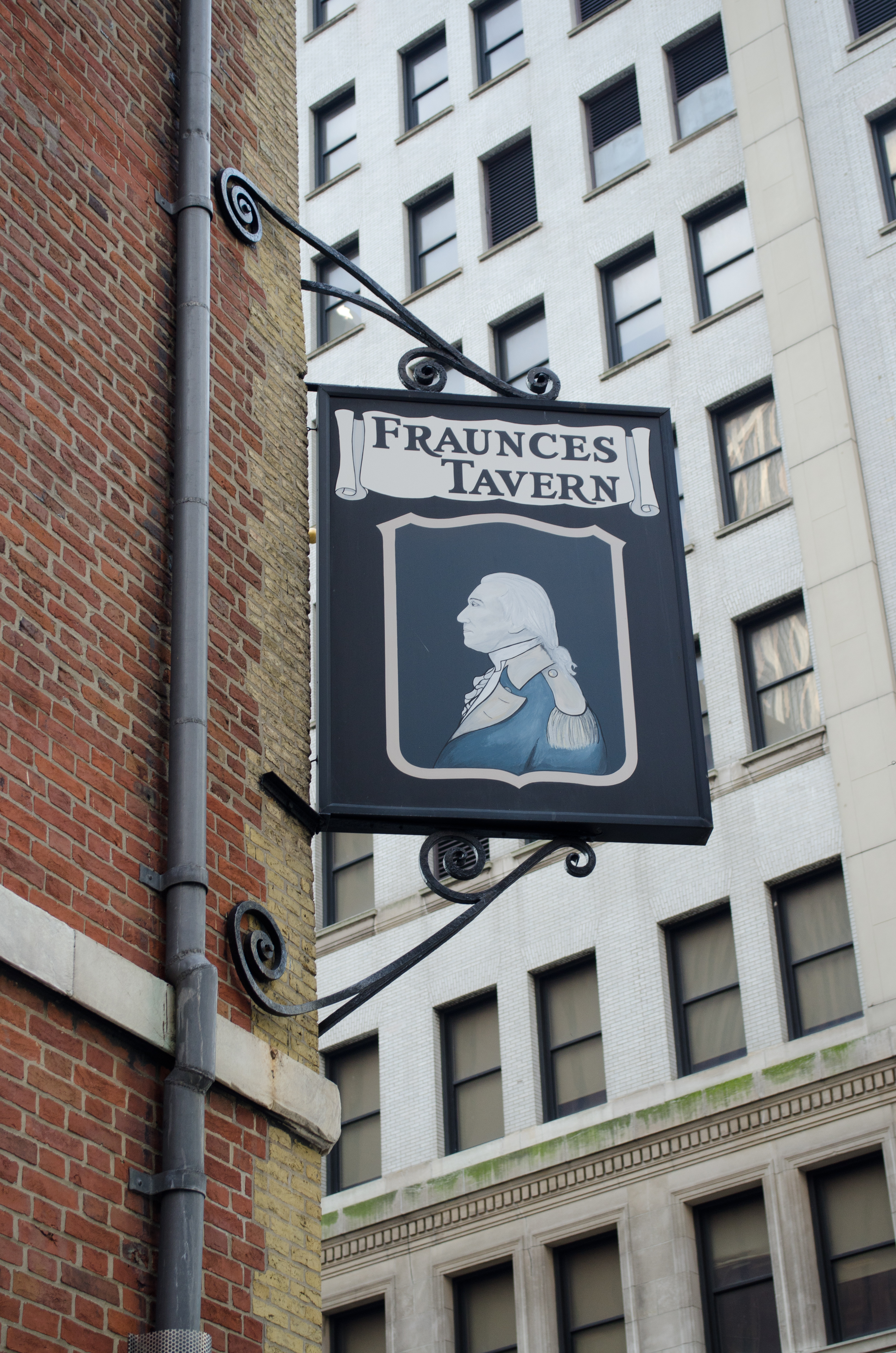
フランシス・タバーンのサイン
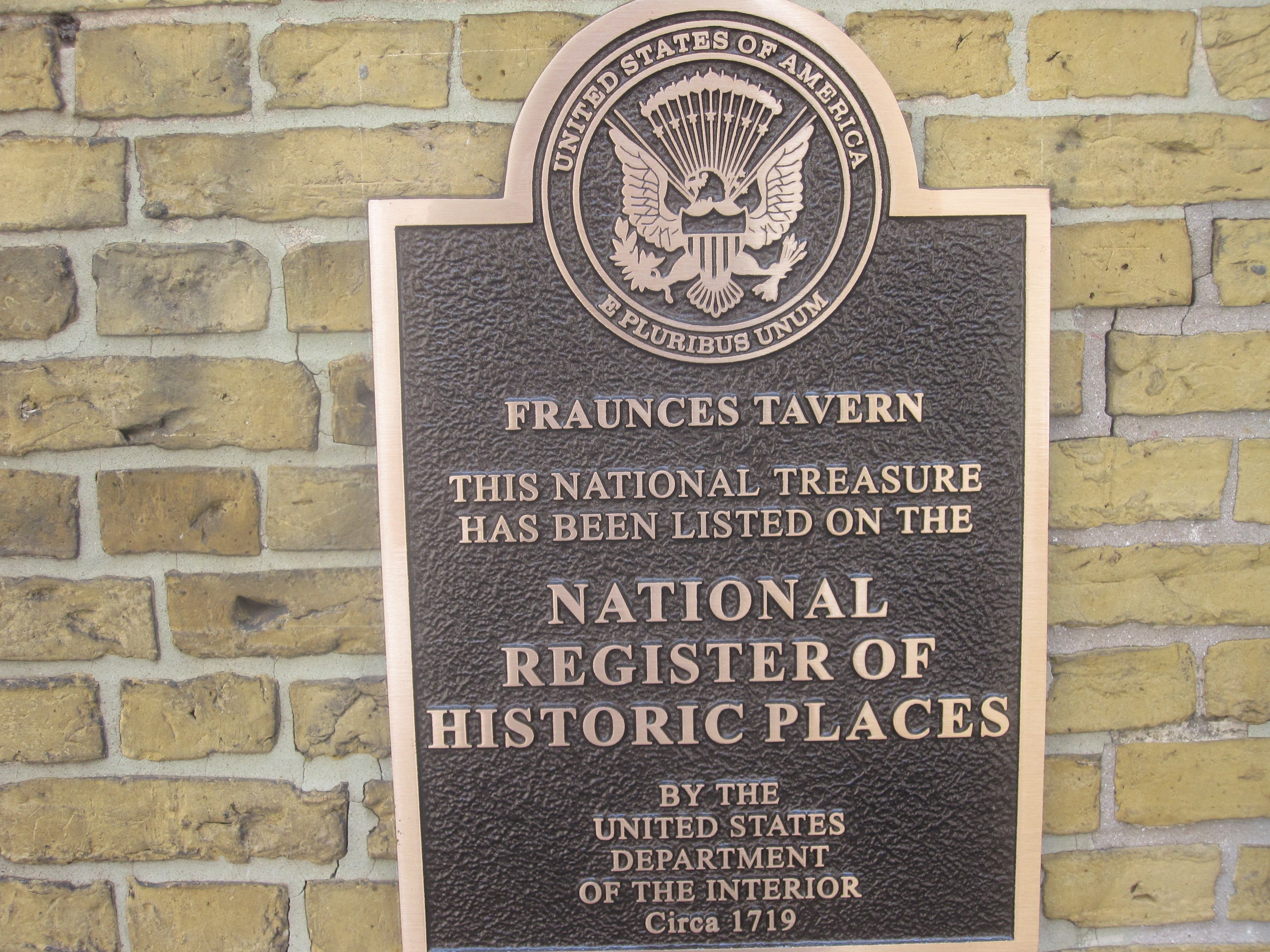
フランシス・タバーンにある国家歴史登録財の目印
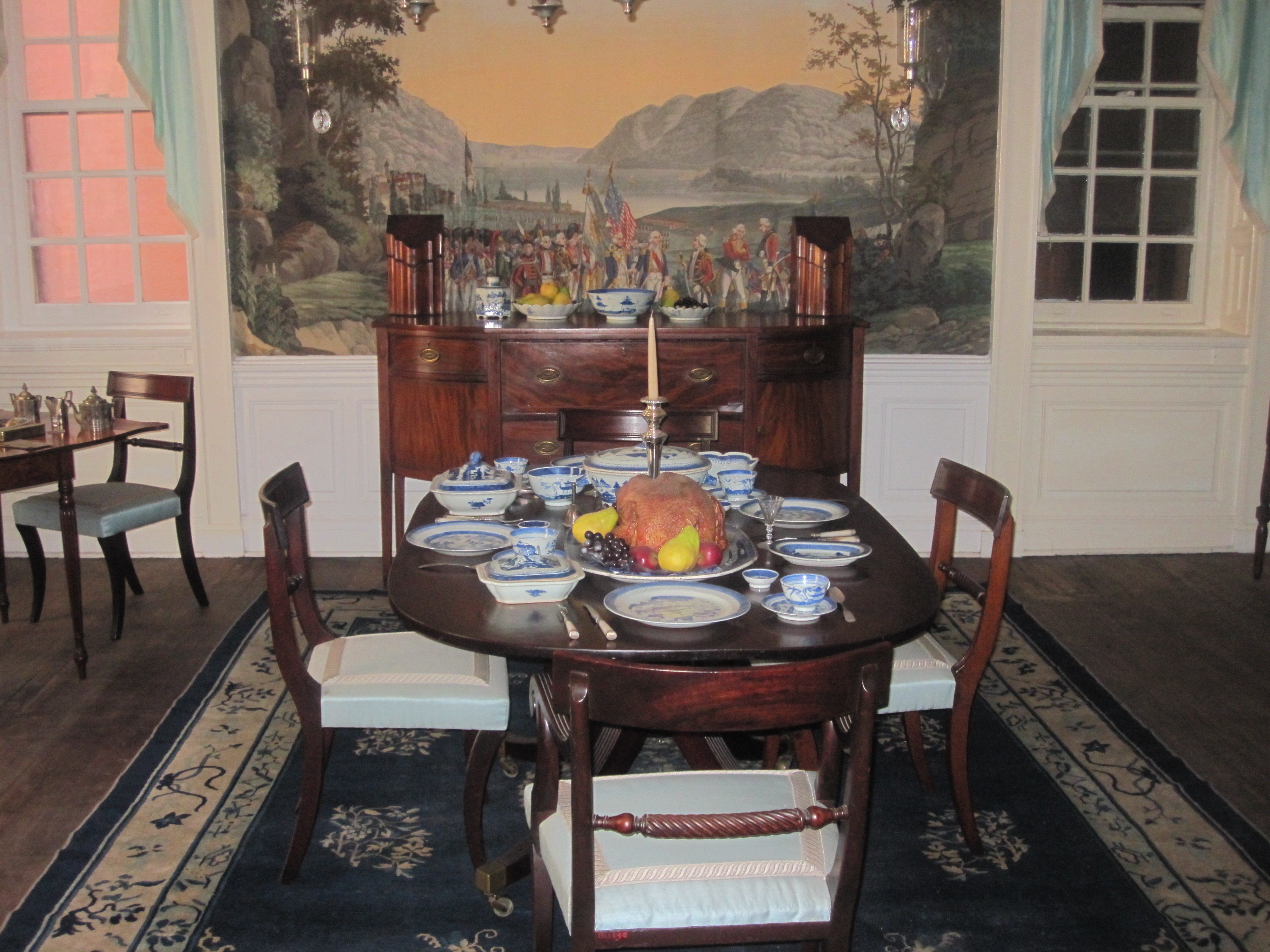
フランシス・タバーン博物館のジョージ・クリントン・ルーム
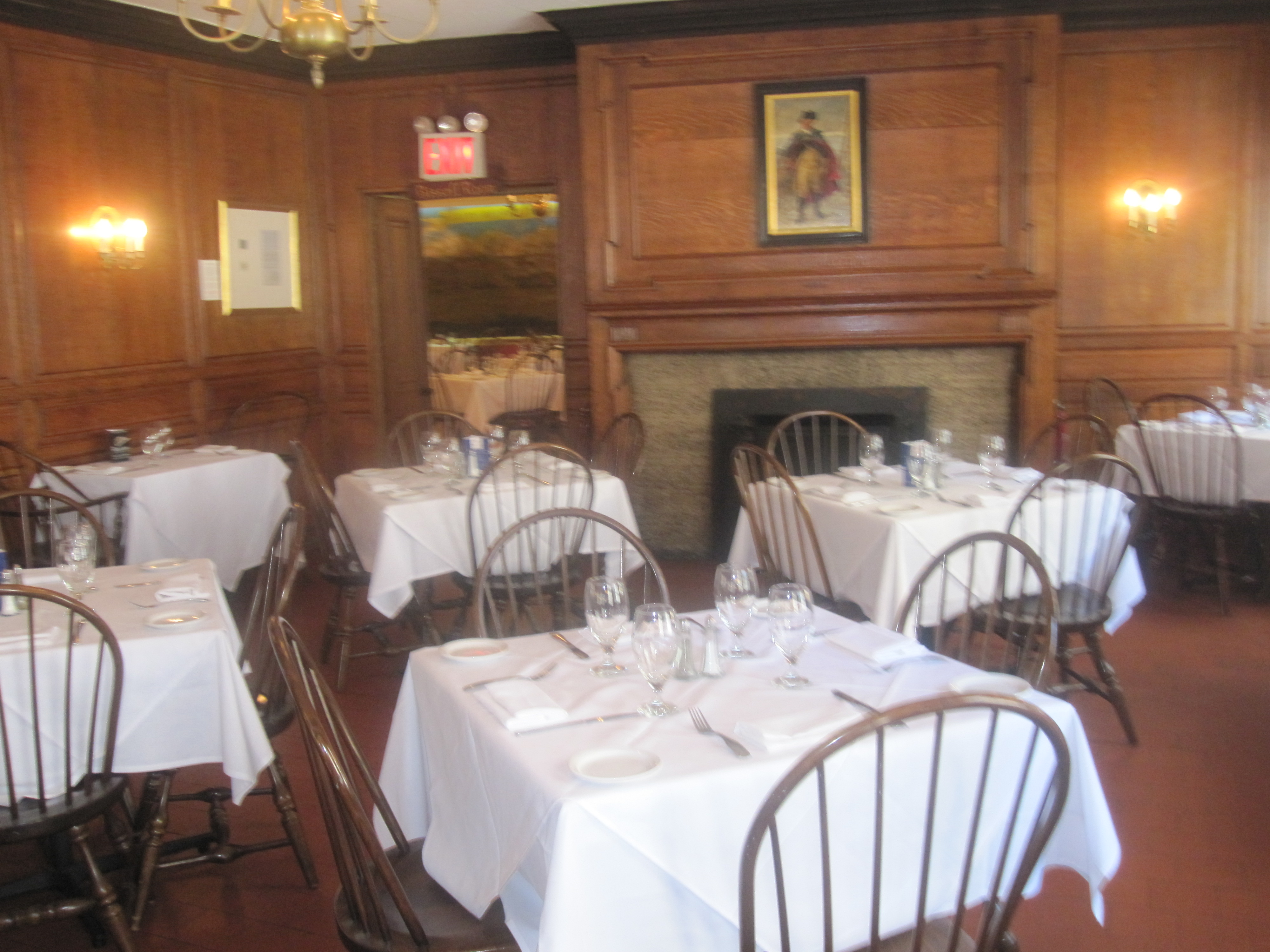
フランシス・タバーンのダイニング・ルーム
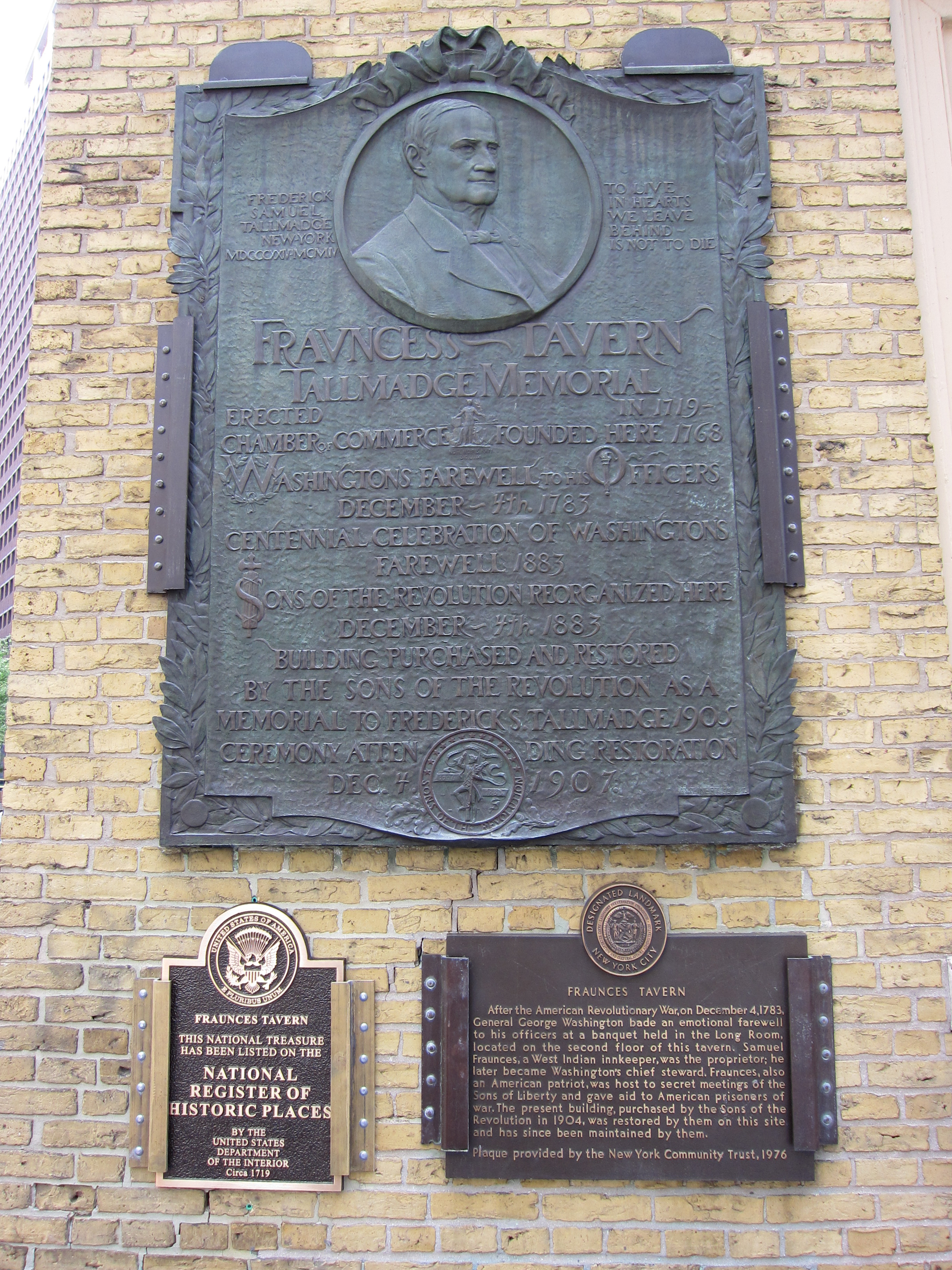
フランシス・タバーンの飾り板。大きな飾り板には、フレデリック・サミュエル・トールマッジを描いている。彼の資金で、革命の息子達による建物の購入が可能となった